# Evangelion: 3.0 You Can (Not) Redo
Evangelion: 3.0 You Can (Not) Redo (ヱヴァンゲリヲン新劇場版:Q, Evangelion Shin gekijōban: Q, Litt. Evangelion nouvelle version cinématographique: Q) est un film d'animation japonais réalisé par Masayuki et Kazuya Tsurumaki (en), écrit par Hideaki Anno et sorti le 17 novembre 2012. C'est le troisième volet de la tétralogie Rebuild of Evangelion basée sur la série Neon Genesis Evangelion. Il est produit et codistribué par le studio Khara.

## Synopsis
Depuis la fin du second film, 14 ans se sont écoulés. Asuka est chargée, en compagnie de Mari, de récupérer le Tesseract dans lequel est scellé l'Eva 01, lorsqu'elle est interceptée par le système d'autodéfense chargé d'empêcher quiconque de récupérer l'Eva 01 et sera sauvée par celle-ci.
De retour de l'intérieur de l'Eva, Shinji se rend compte que beaucoup de choses ont changé, il est désormais considéré comme un criminel. Il est retenu prisonnier par ses anciens amis de la Nerv, qui forment désormais l'organisation Wille, dont le but est de détruire la Nerv et d'empêcher de nouveaux impacts.
Ne retrouvant pas Ayanami, Shinji apprend qu'elle a disparu. Ce dernier décide de suivre une nouvelle Ayanami et l'Evangelion Mark-09, venus attaquer la Wille pour le récupérer.
De retour au QG de la Nerv, il est accueilli par son père qui lui ordonne de piloter l'Eva 13 au côté d'un copilote : Kaworu Nagisa.
Au cours de son errance, Shinji apprend le résultat de ses actions, ainsi que la vérité sur sa mère et sur Ayanami. C'est le moment que choisit Kaworu pour lui présenter son plan pour annuler le troisième impact, mais qui mènera finalement à la catastrophe du quatrième impact.

## Production
- Mahiro Maeda : Réalisateur
- Hideaki Anno : Réalisateur, Planification, Créateur, Conception mécanique
- Kazuya Tsumuraki : Réalisateur
- Masayuki : Réalisateur

## Musique
La chanson du générique est Sakura Nagashi interprétée par Hikaru Utada (qui a aussi interprété celles des autres films de la série).
La musique du film est composée par Shiro Sagisu et a été enregistrée aux studios Abbey Road Studios. La bande originale sort le 28 novembre 2012.

## Réception
Après le visionnage du film, les fans furent partagés, le film a récolté un score de 3,12 étoiles sur 5 sur le site Yahoo! Movies Japan.

## Box-office
Le film a rapporté 59 891 241 dollars[réf. souhaitée]